# Соловьёв, Михаил Васильевич
Михаи́л Васи́льевич Соловьёв (12 октября 1918, Муреево, Вятская губерния — 23 апреля 1945, Хеллерсдорф) — советский офицер-политработник, участник Великой Отечественной войны. Парторг батальона 177-го гвардейского стрелкового полка 60-й гвардейской стрелковой дивизии 5-й ударной армии 1-го Белорусского фронта, Герой Советского Союза, гвардии лейтенант.

## Биография
Михаил Васильевич Соловьёв родился 12 октября 1918 года по одним данным — в починке Муреево (ныне — Кикнурского района Кировской области), по другим данным — в деревне Моховое Томской губернии (на территории современного Колыванского района Новосибирской области.  в крестьянской семье. Русский. Окончил неполную среднюю школу. В 1934 году семья переехала жить в деревню Моховое Новосибирской области. Там М. В. Соловьёв работал счетоводом в колхозе «17 лет Октября». В Красную Армию призван в сентябре 1939 года Колыванским районным военкоматом (Новосибирская область). Служил на Дальнем Востоке.
В Великой Отечественной войне участвовал с сентября 1941 года. Воевал под Ленинградом, в Белоруссии, Польше, Германии. Был парторгом батальона 177-го гвардейского стрелкового полка 60-й гвардейской стрелковой дивизии 5-й ударной армии (1-й Белорусский фронт).
Гвардии лейтенант М. В. Соловьёв отличился в боях за Берлин. 23 апреля 1945 года, когда штурмовая группа во главе с М. В. Соловьёвым после артиллерийского вала поднялась в атаку и продвинулась на полтора километра в районе деревни Хеллерсдорф (город Лихтенберг, пригород Берлина), её остановил мощный огонь противника. Фашисты предприняли контратаку, бросив вперёд танки и пехоту. М. В. Соловьёв был ранен, но поле боя не покинул. Оказавшись в кольце врага, М. В. Соловьёв последней гранатой взорвал себя и несколько гитлеровцев.
Указом Президиума Верховного Совета СССР от 15 мая 1946 года за образцовое выполнение заданий командования в борьбе против немецко-фашистских захватчиков и проявленные при этом мужество и героизм Михаилу Васильевичу Соловьёву было присвоено звание Героя Советского Союза.

## Награды
- Герой Советского Союза (15.05.1946, посмертно);
- Орден Ленина (15.05.1946, посмертно);
- Орден Отечественной войны 2-й степени (12.05.1945)[5][6][7];
- Орден Красной Звезды (11.12.1942)[8].

## Память
- Имя Героя высечено золотыми буквами в зале Славы Центрального музея Великой Отечественной войны в Парке Победы города Москвы
- На могиле Героя установлен надгробный памятник